# Richard Albrecht (Fußballspieler)
Richard Albrecht (* 26. Mai 1936; † 9. Oktober 2021) war ein deutscher Fußballspieler. Der Stürmer bestritt von 1957 bis 1963 in der Oberliga Süd 108 Spiele für den 1. FC Nürnberg und erzielte dabei 36 Tore. Im Jahre 1961 gewann er mit dem „Club“ die Deutsche Meisterschaft – Albrecht absolvierte in der Endrunde vier Gruppenspiele – und gehörte 1962 der erfolgreichen Endspielformation im DFB-Pokal an, die nach einem 2:1 nach Verlängerung gegen Fortuna Düsseldorf den Pokal in die Noris holte.

## Laufbahn

### Oberliga und Bundesliga in Nürnberg, 1957 bis 1965
Über die Stationen FC Markt Berolzheim (bis 1955) und TSV Roth (1955–1957) führte der fußballsportliche Werdegang den Angriffsspieler im Jahr 1957 aus der 2. Amateurliga Mittelfranken zum 1. FC Nürnberg in die Oberliga Süd. Unter der Trainingsleitung von Franz Binder kam er in seinem Debütjahr 1957/58 in 26 Ligaspielen zum Einsatz und erzielte dabei sieben Tore. Als Süddeutscher Vizemeister zogen die Franken in die Endrunde um die deutsche Meisterschaft ein. Am 26. April 1958 debütierte Albrecht vor 70.000 Zuschauern im Stuttgarter Neckarstadion beim 2:2-Remis gegen den Südwestmeister FK Pirmasens in der Endrunde. Nach drei Gruppenspielen zog der Hamburger SV in das Finale ein, Nürnberg rangierte vor dem FKP und dem 1. FC Köln auf dem zweiten Rang. Die Südoberliga schloss Nürnberg in den letzten drei Jahren mit zwei Titelgewinnen (1961, 1962) und der Vizemeisterschaft 1963 ab. Als der „Club“ im Jahr 1961 die Deutsche Meisterschaft gewann, war der kraftvolle Außenstürmer in der Endrunde in vier Spielen zum Einsatz gekommen. Als der Titelverteidiger am 12. Mai 1962 in Berlin gegen den 1. FC Köln mit 0:4 Toren das Endspiel verlor, bildete er zusammen mit Gustav Flachenecker, Max Morlock, Heinz Strehl und Reinhold Gettinger den Angriff der Mannschaft von Trainer Herbert Widmayer. Beim DFB-Pokalsieg am 29. August 1962 in Hannover gegen Fortuna Düsseldorf stürmte er auf Linksaußen. Im Europapokal der Pokalsieger vertrat er in den zwei Spielen im Oktober und November 1962 gegen AS St. Etienne die Farben des 1. FC Nürnberg.
Nach der Einführung der Bundesliga 1963 bestritt er bis 1965 für den 1. FC Nürnberg noch 29 Bundesligaspiele, bevor er zur SpVgg Fürth wechselte. Am ersten Spieltag der neu eingeführten Bundesliga, 1963/64, gehörte er am 24. August 1963 zu dem Spielerkreis, die aktiv das Bundesligadebüt ins Rollen brachten. Er stürmte bei dem 1:1-Unentschieden des „Clubs“ bei Hertha BSC am linken Flügel und hatte es dabei mit Otto Rehhagel als rechtem Verteidiger bei der Hertha zu tun.

### Regionalliga Süd in Fürth, 1965 bis 1969
Bei der „Kleeblatt“-Elf gehörte der kampfkräftige Angreifer wieder der Stammbesetzung an und belegte 1966 den vierten und 1967 unter Trainer Robert Gebhardt den dritten Rang in der Zweitklassigkeit der Regionalliga Süd. An der Seite der Mitspieler Peter Löwer, Paul Derbfuß, Bernd Windhausen, Robert Ehrlinger, Klaus Slatina, Jürgen Billmann, Hermann Marchl und Erich Tauchmann absolvierte er von 1965 bis 1969 für Fürth 130 Ligaspiele und erzielte dabei 21 Tore.
Ab der Saison 1969/70 war er bei den Vereinen SV Laufamholz, ASV Auerbach und TSV Röthenbach als Spieler-Trainer im fränkischen Amateurbereich im Einsatz. In Laufamholz betrieb er ein Lotto-Toto-Geschäft.

## Privates
Er hat einen Sohn Markus Albrecht, geboren am 11. Dezember 1966, der ebenfalls aktiv in Teams wie SC Victoria, SV Laufamholz, Post SV Nürnberg spielte und nach einigen schweren Verletzungen als Spieler und Spielertrainer von 1989 bis 2006 600 Spiele u. a. für den TSV Röthenbach und den 1. FC Röthenbach bestritt.